# 넥스트증권
넥스트증권(Next Securities Corporation)은 대한민국의 증권회사이다.

## 투자 부문
- 국내 선물 : 통화(달러, 엔, 유로, 위안) / 금리(3년, 5년, 10년) / 지수(코스피, 코스닥, 개별주식)
- 국내 옵션 : 지수(코스피, 미니코스피)
- 글로벌 연계 상품 : CME / EUREX 연계
- 해외 선물, 옵션 & FX마진 : CME / EUREX / ICE / HKEX / SGX
- 해외 원자재 및 비철금속 선물 : LME(Copper) / LBMA(Palladium) / SGX(Energy, FFA) / CBOT(농산물 등)

## 연혁
- 1997.01. 현대선물 설립
- 2002.02. 현대중공업그룹으로 최대주주 변경
- 2018.10. DGB금융지주로 최대주주 변경
- 2018.10. 하이투자선물로 사명 변경
- 2019.12. 뱅커스트릿프라이빗에쿼티로 최대주주 변경
- 2019.12. VI금융투자로 사명 변경
- 2022.12. SI증권으로 사명 변경
- 2024.12. 넥스트증권으로 사명 변경

## 관계사
- BankerStreet (http://bankerstreet.com/notice-pe/ 보관됨 2021-01-22 - 웨이백 머신)
- Haping (https://haping.org/)